# St. Ägydius in der Haid

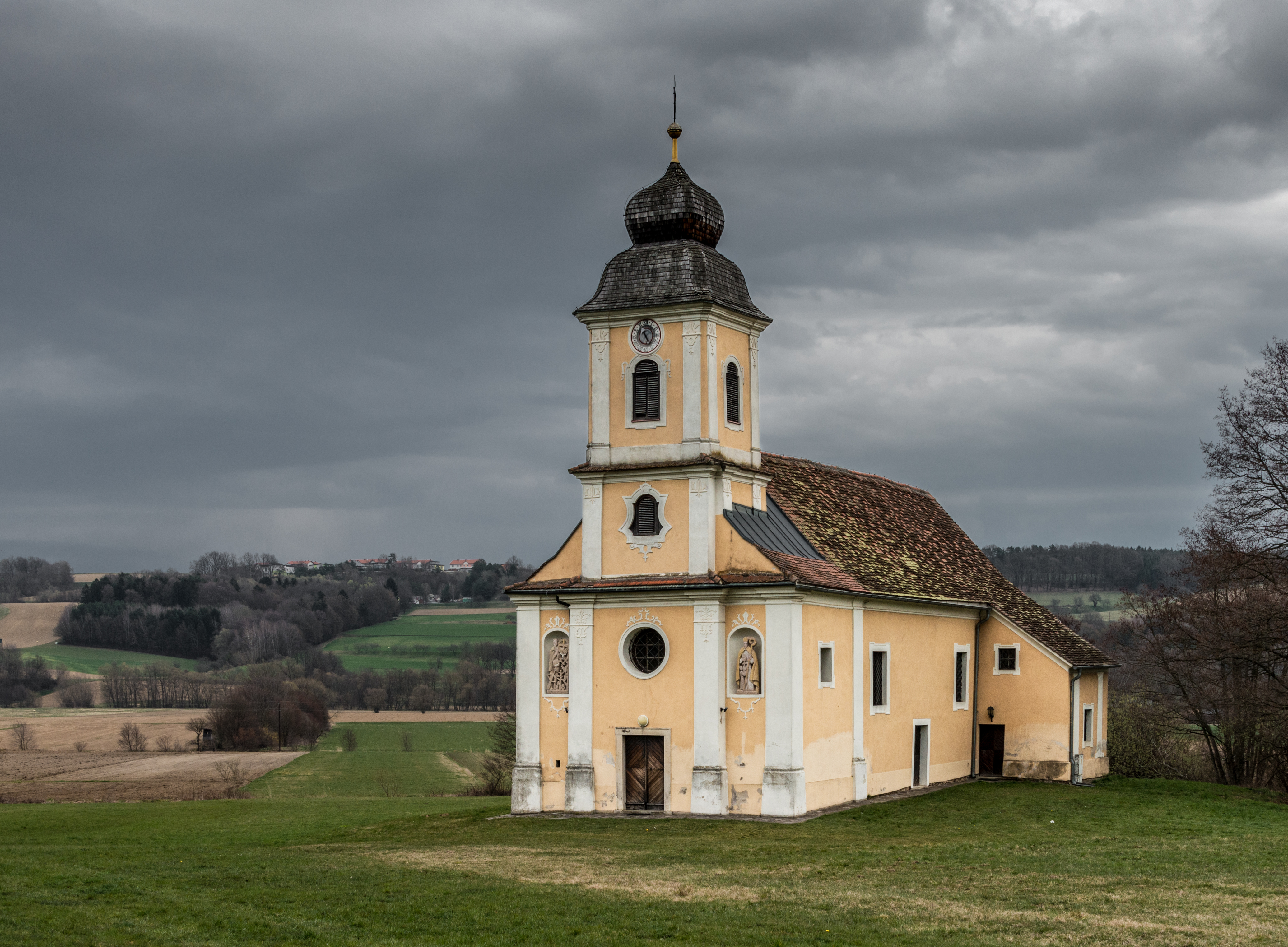
St. Ägydius in der Haid

Die römisch-katholische Wallfahrtskirche St. Ägydius in der Haid (auch St. Ilgen) ist eine Filialkirche der Pfarre Grafendorf bei Hartberg in der Gemeinde Lafnitz. Sie steht völlig frei mitten auf einer Wiese und wurde dem heiligen Ägidius geweiht. Die Kirche steht unter Denkmalschutz (Listeneintrag).

## Geschichte
Die jetzige Kirche ist bereits der vierte Bau an dieser Stelle, wie archäologische Grabungen zutage brachten. Die Kirche steht im Gebiet des ehemaligen Wisitindorf, eines ehemaligen Gutes an der Lafnitz, das 864 von König Ludwig dem Deutschen dem Erzbistum Salzburg geschenkt wurde. Die entsprechende Urkunde trägt im Verzeichnis des Urkundenbuchs des Herzogtums Steiermark die Nummer 8 und gehört damit zu den frühesten urkundlichen Überlieferungen des Landes.
Die Kirche wird 1544 erstmals als Kapelle bezeichnet. Der ehemalige Altar wurde 1605 von den Heiducken entweiht, der Bischof ordnete deshalb anlässlich der Visitation im Jahr 1617 die neuerliche Altarweihe an. Im Bereich der heutigen Sakristei fanden sich bei archäologischen Grabungen siebzehn Gräber.
Während  der Kuruzenkriege wurde die Kirche 1704 teilweise abgetragen, weil man befürchtete, die Kuruzen könnten sich darin verschanzen. Nicht geklärt ist, ob nur das Dach oder größere Teile des Kirchenbaus abgerissen wurden. Nach den Kämpfen wurde die Kirche wiedererrichtet und es wurden auch die heutige Sakristei und der etwas aus der Fassade herausragende Turm angebaut: Die Kirche wurde 1714 geweiht. Der Turm wurde 1760 erneuert.
Eine Außenrestaurierung erfolgte 1959, die letzte Innenrestaurierung 1981.

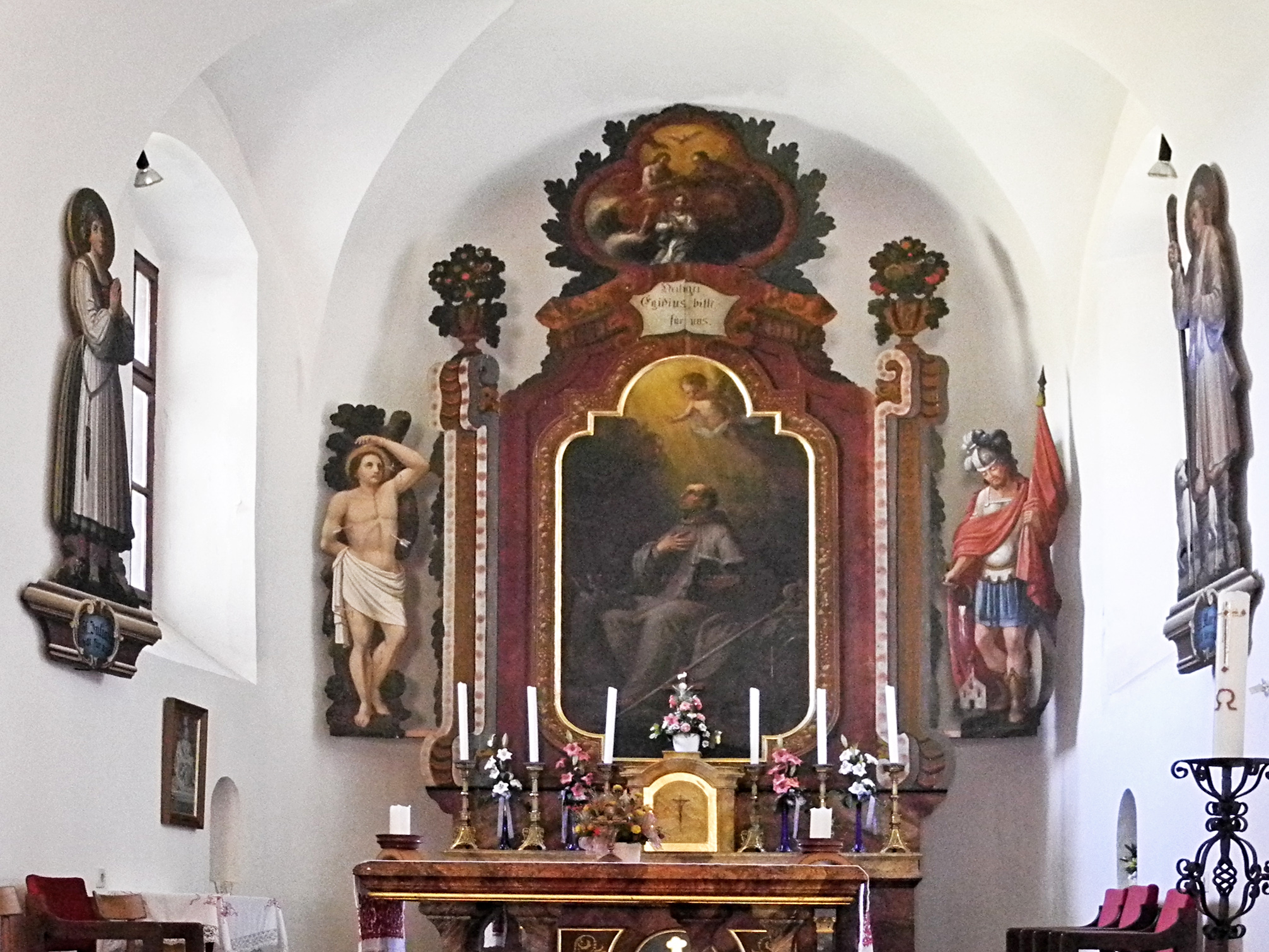
Hochaltarbild mit dem hl. Ägydius mit der Hirschkuh

## Ausstattung
Die Einrichtung der Kirche ist durch die nachträgliche Ausgestaltung von Johann Cyriak Hackhofer aus dem Jahr 1719 bestimmt. Er schuf für die Kirche Ölbilder sowie Bilder, die er oder seine Werkstätte großteils auf Bretter malte, wie er es schon auf der Festenburg gemacht hatte.
- Hochaltarbild mit dem hl. Ägydius mit der Hirschkuh, datiert mit 1719
- Bemalte Kulissenfiguren des Hochaltars
- Acht Tafelfiguren im Chor (Donatus, Patritius, Procopius, Leonhard, Isidor mit Ehefrau Maria, Marx, Juliane)
- Kanzel aus dem  18. Jahrhundert
- Marienstatue (thronende Maria mit Kind) auf einer Säule aus dem 17. Jahrhundert

Die beiden Kirchturmglocken wurden 1882 gestohlen, zu Messen brachte der Organist eine tragbare Orgel mit (erwähnt 1775).

## St. Ilgener Kirtag
Seit 1699 gibt es den St. Ilgener Kirtag, der um das Ulrichs-Fest (4. Juli) stattfindet. Ursprünglich handelt es sich um einen reinen Viehmarkt. Laut Grafendorfer Kirchenrechnung wurden hier 1738 auch Speck, Flachs und Wolle verkauft. Mitte des 19. Jahrhunderts kam der umfangreiche Krämermarkt dazu. Auch heute findet der Kirtag alljährlich statt.